# Norman Vincent Peale
Norman Vincent Peale (31 de maio de 1898, Bowersville, Ohio, Estados Unidos — 24 de dezembro de 1993, Pawling, New York, Estados Unidos) foi um pastor e escritor americano de teorias sobre o pensamento positivo, cujo nome se tornou conhecido principalmente a partir de 1952 com o lançamento do best-seller de autoajuda, O Poder do Pensamento Positivo (em inglês: The Power of Positive Thinking).
Ao longo de três décadas, atuou como pastor em Nova Iorque, bem como foi membro atuante na Igreja Reformada da América (Reformed Church in America).
Nos Estados Unidos, ficou conhecido como o ministro dos "milhões de ouvintes" e doutor em "terapêutica espiritual". Ganhou popularidade por meio de suas colaborações na imprensa, de seus programas de rádio e televisão, assim como pelos volumes que reúnem o melhor de seus sermões.[carece de fontes?]

## Biografia
Peale nasceu em Bowersville, Ohio, como o filho mais velho de Charles e Anna Peale. Seu pai, Charles, era médico e membro ativo da Igreja Metodista.  
Concluiu seus estudos no colégio em 1916 e, em seguida, fez parte da fraternidade Phi Gamma Delta na Universidade Wesleyan de Ohio (OWU). Posteriormente, seguiu para a Universidade de Boston, onde se especializou em teologia.
Iniciou sua trajetória ministerial como estagiário de teologia, adotando um estilo de pregação mais simples a conselho de seu pai. Para pagar seus estudos, trabalhou como jornalista para o The Detroit Journal e no The Morning Republican. Ordenado pastor na Igreja Metodista Episcopal em 1922, exerceu seu ministério em Rhode Island antes de assumir uma igreja no bairro do Brooklyn, na cidade de Nova Iorque. Lá, em 1924, seu trabalho culminou no aumento da congregação, que mais tarde levou à construção de um novo templo.
Em 1927, assumiu o púlpito da University Methodist Church, em Syracuse, levando seus sermões ao rádio. Casou-se com Loretta Ruth Stafford, em 1930, com quem permaneceria casado até sua morte. Pouco depois, em 1932, recebeu convite para realizar pregações na Marble Collegiate Church, em Nova Iorque, onde atraiu grande audiência com seu trabalho. Peale permaneceu nessa igreja até 1984, ano em que se aposentou, e migrou para trabalhos editoriais.
Em 1935, retomou seu trabalho no rádio, com o programa The Art of Living, alcançando milhões de ouvintes. Dois anos mais tarde, em 1937, publicou seu primeiro livro, de mesmo nome, onde teorizou sobre como o indivíduo poderia acessar seu poder interior por meio de princípios cristãos para melhorar suas vidas e superar desafios. A obra foi seguida por You Can Win, publicada em 1939, onde tratava sobre questões como autodomínio. Junto com sua esposa, fundaram em 1945 a revista intitulada Guideposts, em parceria com o empresário Raymond Thornburg, onde citavam relatos inspiradores ao leitor. Em 1948, publicou sua mais famosa obra de autoajuda, The Power of Positive Thinking (intitulado em português como: "O Poder do Pensamento Positivo"), tornando-se um dos maiores best-sellers de autoajuda.

## Controvérsias
The Power of Positive Thinking recebeu críticas de especialistas em saúde mental, que apontaram a falta de evidências concretas para apoiar seus métodos. Peale defendia que a força divina poderia ser acessada por meio de pensamentos positivos e autossugestão, associando essa prática ao desenvolvimento de confiança na divindade cristã. O psiquiatra R.C. Murphy e o psicólogo Albert Ellis questionaram o uso de técnicas de autohipnose disfarçadas de abordagens religiosas, sugerindo que essas práticas poderiam gerar problemas psicológicos, como colapsos mentais aos leitores.
Em 1960, Peale se opôs à candidatura de John F. Kennedy, o que causou uma reação negativa em relação à sua postura diante do catolicismo. Peale alegava que a eleição de um presidente católico colocaria em risco a cultura e os valores dos Estados Unidos. Na época, sua declaração foi condenada por figuras religiosas e políticas, incluindo Reinhold Niebuhr e Harry S. Truman, que o acusaram de intolerância religiosa.
Como consequência, a coluna de Peale foi retirada de diversos jornais como forma de boicote por parte da mídia, que não mais veiculou seus escritos. Na época, ele também chegou a considerar deixar seu cargo pastoral, embora nunca o tenha feito.

## Vida pessoal
Possuía uma relação próxima com a família do ex-presidente Richard Nixon, tendo celebrado, em 1968, o casamento de sua filha, Julie Nixon, com David Eisenhower, neto de Dwight D. Eisenhower.
Durante o Caso Watergate, manteve contato com a Casa Branca, tendo declarado que "Cristo não se afastava de pessoas em dificuldades". No ano de 1984, foi homenageado com a Medalha Presidencial da Liberdade, pelo então presidente norte-americano Ronald Reagan, em reconhecimento à sua contribuição na área teológica.
Em 1966, Peale também foi citado pelo pastor evangélico Billy Graham, que o homenageou segundo suas palavras: "Não conheço ninguém que tenha feito mais pelo reino de Deus do que Norman e Ruth Peale, nem que tenha significado mais em minha vida pelo apoio que me deram.".
Em 1977, foi responsável por celebrar o casamento de Donald Trump com Ivana Trump, tendo sido mencionado pelo empresário como uma importante influência em sua vida.
Peale era maçom, tendo alcançado o 33º grau no Rito escocês.

## Morte
Norman Vincent Peale morreu aos 95 anos de idade, em 24 de dezembro de 1993, após sofrer um derrame.

## Citações
- "O mal de quase todos nós é que preferimos ser arruinados pelo elogio a ser salvos pela crítica."
- "O pensamento positivo pode vir naturalmente, mas também pode ser aprendido e cultivado, mude os seus pensamentos e mudará o seu mundo."
- "Os covardes nunca tentam, os fracassados nunca terminam, os vencedores nunca desistem."

## Obras
- Como Confiar em Si e Viver Melhor, Editora Cultrix, 1964. ISBN 9788531600548
- O Poder do Pensamento Positivo, Editora Cultrix, 1956. ISBN 9788531602993
- Você Pode, Se Acha Que Pode, Editora Cultrix, 1974. ISBN 9788531604003
- É Fácil Viver Bem, Editora Cultrix, 1978. ISBN 8501034541
- Pensamento Positivo para o Nosso Tempo, Editora Cultrix, 1978. ISBN 1002676488778
- A Nova Arte de Viver, Editora Record, 1981 (4ª edição). ISBN 9784092123625
- O Poder do Entusiasmo, Editora Cultrix, 1987. ISBN 9788531602979
- O Poder da Vida Positiva, Editora Record, 1993. ISBN 9788501038098
- Mensagens para a Vida Diária, Editora Cultrix, 1993. ISBN 9788531602610
- Aumente Seu Potencial Positivo, Editora Record, 1995. ISBN 9788501038647
- Por Que Alguns Pensadores Positivos Conseguem Resultados Sensacionais, Editora Record, 1996. ISBN 9788501031051
- Pense Positivo Todos os Dias, Editora Record, 1996. ISBN 9788501044693
- Pensamento Positivo Hoje, Editora Cultrix, 1997. ISBN 9788531602900
- O Poder do Fator Extra, Editora Record, 1999. ISBN 9788501031617
- 6 Atitudes para um Vencedor, Editora Bompastor, 2000. ISBN 9788586096488
- Tenha um Dia Perfeito, Editora Record, 2004. ISBN 9788501026057
- O Poder do Otimismo, Editora Cultrix, 2005. ISBN 9788531602986
- O Poder do Pensamento Positivo para a Juventude, Editora Cultrix, 2007. ISBN 9788531603006